# Kaepung-gun
Kaepung-gun (en chosŏn'gŭl : 개풍군 ; hanja : 開豊郡) est un ancien comté en Corée du Nord. Il était adjacent à l'embouchure de la rivière Han. Les anciens comtés de Kaepung et de Panmun (ko)  sont devenus respectivement les districts de Kaepung et de Panmun de la ville spéciale de Kaesŏng.
Juste avant son abolition, le territoire du comté de Kaepung correspondait à celui du comté de Kaepung tel qu'il existait au moment de la libération en 1945, à l’exception de Bongdong-myeon, Yeongnam-myeon, Yeongbuk-myeon, et Donggang, Changnae et Cheondeok-ri dans Jung-myeon (actuellement intégrés à ville spéciale de Kaesŏng, et la partie nord de Buk-myeon (actuellement intégrés au comté de Kumchon).
L'acteur O Yeong-su, qui a joué le rôle de Oh Il-nam dans la série télévisée Squid Game, est né ici en 1944, lorsque le comté de Kaepung faisait partie de l'ancienne province du Gyeonggi, durant la Corée sous domination japonaise.

## Géographie
À l'est se trouvent la ville spéciale de Kaesŏng. Au nord se trouve le comté de Kumchon dans la province du Hwanghae du Nord. A l'ouest se trouve la rivière Ryesong avec le comté de Paechon (en) de l'autre coté, situé dans la province du Hwanghae du Sud. Au sud, Paju et Gimpo se trouvent de l'autre côté de la DMZ, dans la province du Gyeonggi en Corée du Sud.

## Histoire
En 1914, Pungdeok-gun, Gyeonggi-do et Kaesong-gun fusionnèrent pour former Kaesong-gun, dans Gyeonggi-do. Pendant la guerre de Corée Corée du Nord a occupé toute la superficie du comté de Kaepung et, de juin 1957 à juin 2003, elle appartenait à la ville de Kaesong au niveau provincial.
- Période des Trois Royaumes : C'était Dongbihol (冬比忽) et Deokmul-hyeon (德勿縣).
- 757 (16e année du règne de Gyeongdeok) : Dongbihol devient Kaesong-gun (開城郡), et Deokmul-hyeon devient Deoksu-hyeon (德水縣).
- 995 : Proumu Kaesong-bu (開城府).
- 1018 : Kaesong-bu est dissous en laissant la capitale Songak (松嶽) et en formant les districts de Gangam-hyeon (江陰縣), Jeongju-hyeon (貞州縣), et Deoksu-hyeon.
- 1108 : Jeongju-hyeon est promu en Seongcheon-bu (昇天府), puis rétrogradé en Haepung-gun (海豊郡) en 1310.
- 1419 : Haepung-gun et Deoksu-hyeon sont fusionnés pour former Pungdeok-gun (豊德郡).
- 1er avril 1914 : Pungdeok-gun est fusionné avec Kaesong-gun (開城郡)[2].
- 1930 : Songdo-myeon (松都面) est promu Kaesong-bu (開城府), et Kaesong-gun est renommé Kaepung-gun (開豊郡).
- 2 septembre 1945 : Alors que les États-Unis et l'Union soviétique divisent et occupent la péninsule coréenne le long du 38e parallèle, environ 70 % de Kaepung est placé sous juridiction militaire américaine, et les zones au nord du 38e parallèle, tout le Yongbuk-myeon, la majeure partie de Buk-myeon et Yeongnam-myeon, ainsi qu'une partie de Toseong-myeon au nord du 38e parallèle, étaient sous la juridiction soviétique[1].
  - 4 novembre : Le gouvernement militaire américaine intègre Yongnam-myeon au sud du 38e parallèle dans Jinseo-myeon, Jangdan-gun et Buk-myeon dans Toseong-myeon[3] (14 villages → 11 villages)
  - Novembre : Le gouvernement militaire soviétique établit Jangpung-gun (장풍군) dans la province de Hwanghae en combinant Kaepung (Yongnam-myeon, Yongbuk-myeon, Bukbu) et Jangdan-gun (Daegang-myeon, Gangseong-myeon, Daenam-myeon, Sonam-myeon, Jangdo-myeon).
- 22 décembre 1952 : Pendant la guerre de Corée, la Corée du Nord, qui occupait le comté de Kaepung, établit Kaepung-gun et Panmun-gun (ko) dans la province du Hwanghae du Nord.
- 30 octobre 1954 : Incorporé à la province du Hwanghae du Nord.
- juin 1957 : Incorporé à la ville de Kaesŏng.
- novembre 2002 : Après la dissolution de Panmun-gun (ko), 10 villages (ri) de Panmun-gun (ko) (Sangdo-ri, Daeryeon-ri, Hwacheong-ri, Yeongjeong-ri, Sinheung-ri, Woljeong-ri, Jogang-ri, Limhan-ri, Deoksu-ri, Daeryong-ri) sont incorporés à Kaepung-gun, et Haecheon-ri de Kaepung-gun est transféré à Kaesŏng.
- juin 2003 : Il est réincorporé à la province du Hwanghae du Nord avec Jangpung-gun.
- septembre 2005 : le comté de Kaepung-gun est aboli et devient Kaepung-guyok, devenu un district de la ville spéciale de Kaesŏng en octobre 2019 ou 2020, tout comme le district de Panmun.

## Divisions administratives
Kaepung-gun se compose de 1 eup (villes) et 27 ri. (villages)
- Kaep'ung-eup 
 (개풍읍/開豊邑)
- Konam-ri 
 (고남리/古南里)
- Kwangsu-ri 
 (광수리/廣水里)
- Gwangsu-ri 
 (광수리/光水里)
- Namp'o-ri 
 (남포리/南浦里)
- Ryŏhyŏl-ri 
 (려현리/礪峴里)
- Yongsan-ri 
 (룡산리/龍山里)
- Muksal-ri 
 (묵산리/墨山里)
- Moksong-ri 
 (묵송리/墨松里)
- Samsŏng-ri 
 (삼성리/三成里)
- Singwang-ri 
(신광리/新光里)
- Sinsŏ-ri 
 (신서리/新西里)
- Sinsŏng-ri 
 (신성리/新聖里)
- Yŏngang-ri 
 (연강리/延江里)
- Yeonneung-ri 
(연릉리/煙陵里)
- Osal-li 
 (오산리/五山里)
- P'ungdŏng-ri 
 (풍덕리/豊德里)
- Haep'yŏng-ri 
 (해평리/海坪里)

Villages incorporés après la dissolution de Pangmun-gun :
- Daeryeon-ri 
 (대련리/大蓮里)
- Daeryong-ri 
 (대룡리/大龍里)
- Deoksu-ri 
 (덕수리/德水里)
- Limhan-ri 
 (림한리/臨漢里)
- Yeongjeong-ri 
 (령정리/嶺井里)
- Sangdo-ri 
 (상도리/上道里)
- Sinheung-ri 
 (신흥리/新興里)
- Woljeong-ri 
 (월정리/月井里)
- Jogang-ri 
 (조강리/祖江里)
- Hwagok-ri 
 (화곡리/禾谷里)